# 1982
| 1982                                                                     |
| ------------------------------------------------------------------------ |
| Dødsfald - Fødsler                                                       |
| • Begivenheder • Film • Litteratur • Musik • Politik • Sport • Videnskab |

| Gregoriansk kalender | 1982 MCMLXXXII          |
| Ab urbe condita      | 2735                    |
| Armensk kalender     | 1431 ԹՎ ՌՆԼԱ            |
| Kinesiske kalender   | 4678 – 4679 辛酉 – 壬戌 |
| Etiopisk kalender    | 1974 – 1975             |
| Jødisk kalender      | 5742 – 5743             |
| Hindukalendere       |                         |
| - Vikram Samvat      | 2037 – 2038             |
| - Shaka Samvat       | 1904 – 1905             |
| - Kali Yuga          | 5083 – 5084             |
| Iransk kalender      | 1360 – 1361             |
| Islamisk kalender    | 1403 – 1404             |

Regerende dronning i Danmark: Margrethe 2. siden 1972
Se også 1982 (tal)

## Begivenheder
- Ny lov om navneforandring vedtages i Folketinget.
- Det første computervirus, skrevet af den amerikanske programmør Rich Skrenta, er løs.

### Januar
- Januar Verdens mest solgte computer, Commodore 64 (verdens mest solgte computer) lanceret, hvorved hjemmecomputer revolutionen blev sat i gang.
- 5. januar – Den 17-årige gymnasieelev Curt Hansen fra Tinglev i Sønderjylland bliver junioreuropamester i skak.
- 8. januar – Der er kulderekord i Danmark, da der i Hørsted i Thy bliver målt det koldeste nogensinde, med 31,2 graders kulde.
- 9. januar – Total måneformørkelse over Danmark.
- 13. januar – Et amerikansk indenrigsfly styrter ned i Potomac-floden i Washington D.C. 74 af de 79 om bord samt 4 på en bro over floden omkommer

### Februar
- 8. februar - 32 omkommer ved en hotelbrand i Tokyo, Japan

### Marts
- 3. marts – Barbican Arts Centre åbner i London
- 6. marts - voldsomme kampe mellem politiet og slumstormere på Vesterbro, da de besatte det nedlagte Mekanisk Musikmuseum
- 19. marts - Argentinske soldaters ankomst til South Georgia udløser skarpe protester fra Storbritannien og leder op til Falklandskrigen
- 20. marts - en drengebande stjæler 200.000 DM fra den kommunistiske partisekretær Ingmar Wagners villa i Præstø
- 24. marts - Berlingske Tidende får frist på 4 uger til at skaffe 160 mio. kroner, hvis lukning skal undgås
- 25. marts - der bliver indført kvindelig værnepligt i den østtyske hær efter en folkeafstemning

### April
- 2. april – Falklandskrigen indledes med Argentinas invasion af Falklandsøerne. Krigen varer til 20. juni.
- 5. april - De tre hovedaktionærer i supermarkedskæden Irma, Gutenberghus, Privatbanken og Odense Ægforretning, accepterer at Brugsen (FDB-kæden) kan købe Irma-kæden for 298 millioner kr.
- 7. april - Alle private og offentlige sammenkomster på Fyn forbydes efter konstatering af 15. udbrud af mund- og klovsyge på øen.
- 7. april - England erklærer 200-sømils blokade mod Falklandsøerne
- 25. april - britiske tropper tilbageerobrer under Falklandskrigen uden modstand øgruppen Sydgeorgien i Atlanterhavet ud for Argentina. Argentina havde besat øgruppen 1.000 km fra det sydamerikanske fastland den 2. april
- 25. april - Israel tilbageleverer den sidste del af den besatte Sinai-halvø til Egypten som aftalt ved Camp David-aftalen. Israel havde besat Sinai og andre områder under Seksdageskrigen i juni 1967

### Maj
- 1. maj - engelske fly bomber Port Stanley airport på Falklandsøerne under Falklandskrigen
- 2. maj - den britiske atomubåd HMS Conqueror sænker den argentinske krydser ARA General Belgrano med to torpedoer. 323 søfolk omkommer
- 4. maj - Engelske HMS Sheffield rammes og ødelægges af missil i Falklandskrigen
- 10. maj - Højer Sluse i Sønderjylland åbnes
- 15. maj - Britiske tropper angriber installationer og fly på Falklandsøerne i Falklandskrigen
- 24. maj - engelske HMS Antelope synker efter brand i Falklandskrigen
- 28. maj - Pave Johannes Paul 2. aflægger, som første pave nogensinde, besøg i England
- 29. maj - det første pinsekarneval i København afholdes
- 30. maj – Spanien bliver medlem af Nato.

### Juni
- 3. juni - Britiske styrker smider flyveblade ud over Port Stanley på Falklandsøerne og opfordrer de argentinske tropper til at overgive sig
- 5. juni - Dr. Michael Gottlieb, assistant professor ved UCLA, beskriver for første gang en ny epidemisk sygdom, som senere fik navnet AIDS. Efter modstand fra den medicinske verden forlader han UCLA og åbner en privat praksis, hvor han behandler AIDS patienter
- 6. juni – Israel invaderer Libanon
- 7. juni - Priscilla Presley åbner Elvis Presleys hjem Graceland for publikum
- 12. juni – en demonstration mod atomvåben Central Park i New York City samler omkring 750.000 mennesker, herunder en række kendte musikere som Bruce Springsteen og James Taylor
- 13. juni - Argentinske tropper overgiver sig til de engelske under Falklandskrigen
- 13. juni – Fahd bliver ny konge af Saudi-Arabien
- 14. juni - domstolen i Duisburg beslutter at lade sagen mod den tidligere rigsbefuldmægtige i Danmark 1943-45 Werner Best falde
- 14. juni - våbenstilstand i Falklandskrigen efter argentinske troppers betingelsesløse kapitulation i hovedstaden Stanley
- 21. juni - John Hinckley bliver frikendt, på grund af sindssyge, for attentatet mod præsident Ronald Reagan

### August
- 2. august - Skovbrande i Småland i Sverige efter en varm og tør sommer
- 12. august – Mexico meddeler, at landet er ude af stand til at betale sin udlandsgæld. Det giver anledning til en økonomisk krise i store dele af Latinamerika.
- 17. august – de første compact discs sættes til salg i Tyskland
- 20. august - Ålborg Kommunes forhenværende borgmester Marius Andersen idømmes 6 måneders ubetinget fængsel i en større bestikkelsesskandale, hvor han havde modtaget gaver for 60.000 kr. fra erhvervsfolk
- 27. august - Glynn Christian bager verdens hidtil (1997) største æbletærte på 13,66 tons. Den måler 12,2 x 7 meter, og der er skrællet 21.600 liter æbler til tærten. Hun var startet på tærten den 25. august

### September
- 3. september - Anker Jørgensen går af uden at udskrive nyvalg
- 5. september - efter Anker Jørgensen-regeringens tilbagetræden udnævnes Poul Schlüter til kgl. undersøgelsesleder og indleder forhandling om dannelse af en flertalsregering.
- 6. september - Fregatten Peder Skram affyrer utilsigtet et Harpoonmissil, (Hovsa-missilet), der anretter skade i et sommerhusområde i Lumsås
- 10. september – Poul Schlüter bliver leder af en borgerlig koalitionsregering
- 13. september - 56 passagerer omkommer ved en flyulykke i Malaga, Spanien, da en spansk DC-10 jumbojet forulykker under starten. Der var 393 om bord i flyet
- 15. september- PLO's leder, Yassir Arafat modtages i privataudiens hos pave Johannes Paul II
- 16. september -  massakren på palæstinensiske flygtninge i Sabra- og Shatila-flygningelejrene i Libanon finder sted
- 19. september – Sverige afholder Riksdagsvalg til Rigsdagen
- 21. september - i Libanon vælges Bashir Gemayels broder Amin til ny præsident
- 22. september - forfatteren Poul-Henrik Trampe forsvinder sporløst under sejlads med Oslo-båden

### Oktober
- 1. oktober – Helmut Kohl bliver ny vesttysk kansler
- 5. oktober - der sættes hastighedsrekord på skinner, da en ubemandet, raketdrevet slæde når op på 9.851 km/t. Rekorden blev sat over en 15,2 km lang strækning på White Sands Missile Range i New Mexico, USA
- 7. oktober - Musicalen Cats har premiere på Broadway og starter dermed sin næsten atten år lange spilleperiode
- 8. oktober - Helmut Kohl bliver forbundskansler i Vesttyskland efter valgnederlag for Helmut Schmidts socialdemokratiske regering. Helmut Kohl bliver konservativ-liberal regeringschef efter godt 13 års socialdemokratisk ledelse.
- 8. oktober – Polen forbyder fagforeningen Solidaritet
- 8. oktober - på slotspladsen foran Christiansborg demonstrerer 60.000 danskere mod den nydannede konservativt ledede Schlüter-regering
- 11. oktober - efter 437 år på havets bund hæves resterne af Henrik 8. af England's flagskib Mary Rose, som sank i 1545 nær Portsmouth. Det indeholder blandt andet 100 langbuer af fint takstræ
- 24. oktober - en brandmand omkommer og flere såres af en røggas-eksplosion under slukningsarbejde på stearinlysfabrikken Asp-Holmblad i Helsingør
- 31. oktober - Ungdomshuset, jagtvej 69 i København åbner

### November
- 2. november – Den britiske tv-station, Channel 4, indleder sine udsendelser.
- 12. november – Jurij Andropov udpeges til ny generalsekretær for det sovjetiske kommunistparti efter Leonid Bresjnevs død to dage forinden.
- 14. november – Den polske Solidaritetsleder Lech Wałęsa løslades efter 11 måneders internering

### December
- 1. december - ved universitet i Utah bliver Barney Clark den første, der får et permanent kunstigt hjerte
- 2. december - i Spanien indsættes Felipe González som landets første socialdemokratiske regeringschef siden borgerkrigen
- 7. december - Yasser Arafat anerkender på palæstinensernes vegne Israels ret til at eksistere
- 7. december - Folketinget vedtager socialdemokratisk dagsordensforslag imod opstilling af 572 NATO-raketter i Vesteuropa
- 14. december - Spanien åbner grænsen til Gibraltar, som blev lukket af Franco-styret i 1969
- 31. december - Entreprenør Bøje Nielsen og A/S Danske Fabrikshaller erklæres konkurs

## Født

### Januar
- 1. januar – David Nalbandian, argentinsk tennisspiller.
- 2. januar – Rasmus Paludan, dansk advokat, politiker og samfundsdebattør.
- 9. januar – Benjamin Lebert, tysk forfatter.
- 9. januar – Catherine, Prinsesse af Wales, Prinsesse af Wales.
- 16. januar – Birgitte Hjort Sørensen, dansk skuespillerinde.
- 26. januar - Christiane Schaumburg-Müller, dansk sangerinde.

### Februar
- 11. februar – Natalie Dormer, engelsk skuespillerinde.
- 16. februar – Lupe Fiasco, amerikansk rapper.
- 23. februar – Adam Hann-Byrd, amerikansk skuespiller.

### Marts
- 2. marts – Johan Philip "Pilou" Asbæk, dansk skuespiller.
- 3. marts – Jessica Biel, amerikansk skuespillerinde.
- 6. marts – Henrik Knudsen, dansk håndboldspiller.
- 8. marts – Kat Von D, amerikansk/mexicansk tatovør.
- 14. marts – François Sterchele, belgisk fodboldspiller (død 2008).

### April
- 3. april – Stine Brix, dansk politiker for Enhedslisten.
- 7. april – Marijana Jankovic, dansk skuespillerinde
- 15. april – Henriette Engel Hansen , dansk kajakroer.
- 15. april – Seth Rogen, canadisk skuespiller, komiker, manuskriptforfatter og producer
- 22. april – Kaká, brasiliansk fodboldspiller
- 24. april – Kelly Clarkson, amerikansk sangerinde.
- 30. april – Kirsten Dunst, amerikansk skuespillerinde.

### Maj
- 1. maj – Jamie Dornan, irsk skuespiller.
- 11. maj – Cory Monteith, canadisk skuespiller og musiker (død 2013).

### Juni
- 1. juni – Justine Henin-Hardenne, belgisk tennisspiller.
- 3. juni – Jelena Isinbajeva, russisk atletikudøver.
- 7. juni – Høgni Lisberg, færøsk musiker.
- 10. juni – Prinsesse Madeleine af Sverige.
- 16. juni – Henrik Them Andersen, dansk mellem- og langdistanceløber
- 21. juni – William af Wales, britisk prins, Charles og Dianas ældste søn.

### Juli
- 5. juli – Philippe Gilbert, belgisk cykelrytter.
- 6. juli – Ditte Arnth Jørgensen, dansk skuespillerinde.
- 18. juli – Priyanka Chopra, indisk skuespillerinde.
- 19. juli – Esben Holmboe Bang, dansk kok og restauratør.
- 19. juli – Jared Padalecki, amerikansk skuespiller.
- 23. juli – Paul Wesley, polsk-amerikansk skuespiller.

### August
- 27. august – Ben Williams, engelsk fodboldspiller.
- 28. august – LeAnn Rimes, amerikansk sangerinde.
- 30. august – Andy Roddick, amerikansk tennisspiller.

### September
- 13. september – Asker Hedegaard Boye, dansk forfatter og journalist.
- 15. september – Aaron Ross, amerikansk footballspiller.
- 16. september – Jakob Oliver Krarup, dansk skuespiller og filmproducer.
- 27. september – Lil Wayne, amerikansk sanger.
- 30. september – Kieran Culkin, amerikansk skuespiller.
- 30. september – Lacey Chabert, amerikansk skuespillerinde.

### Oktober
- 1. oktober – Louise Svalastog Spellerberg, dansk håndboldspiller.
- 13. oktober – Ian Thorpe, australsk svømmer.
- 20. oktober – Kristian Bach Bak, dansk tidligere fodboldspiller,
- 23. oktober – Bradley Pierce, amerikansk skuespiller.
- 25. oktober – Victoria Francés, spansk illustrator.
- 28. oktober – Matt Smith, engelsk skuespiller
- 30. oktober – Clémence Poésy, fransk skuespillerinde og model.

### November
- 2. november – Morten Holst, dansk skuespiller.
- 3. november – Lasse Kryger, dansk fodboldspiller.
- 11. november – Anne Bergfeld, dansk-tysk skuespiller
- 11. november – Kongsted, dansk DJ og musikproducer
- 12. november – Anne Hathaway, amerikansk skuespillerinde.
- 17. november – Astrid Krag, dansk politiker og tidligere minister.
- 30. november – Elisha Cuthbert, canadisk skuespillerinde.

### December
- 4. december – Nick Vujicic, australsk prædikant, taler, forfatter og leder.
- 8. december – Nicki Minaj, trinidadisk rapper
- 14. december – Stephanie Lose, dansk politiker.
- 23. december – Thomas Rohregger, østrigsk cykelrytter.
- 29. december – Ronny Emborg, dansk gourmetkok.
- 30. december – Razak Pimpong, ghanesisk fodboldspiller.

## Sport
- 9. januar – Den svenske skiløber Ingemar Stenmark skriver skihistorie, da han vinder sin sejr nr. 63 i World Cuppen, og bliver den mest vindende nogensinde.
- 24. januar – Super Bowl XVI San Francisco 49ers (26) besejrer Cincinnati Bengals (21)
- 15. juni - Michael Laudrup debuterer på sin 18-års fødselsdag på Danmarks fodboldlandshold. Han scorer Danmarks enlige mål i 2-1 nederlaget ude mod Norge
- 11. juli – Italien vinder VM i fodbold i Spanien.
- 17. juli – Ayub Kalule bliver stoppet i 10. omgang af VM-kampen mod Davey Moore om WBA-mesterskabet i let-mellemvægt.
- 12. november – Aaron Pryor besejrer Alexis Arguello i bokseringen ved Orange Bowl.
- 13. november – Ray Mancini besejrer Duk Koo Kim i en tragisk letvægtsmesterskabskamp som for evigt ændrer boksningen. Bokseorganisationen WBC ændrer kort efter reglerne, således at titelkampe bokses over 12 omgange i stedet for som hidtil 15 omgange.
- Odense Boldklub bliver danske mestre i fodbold.
- Commonwealth Games afholdes i Brisbane, Australien.

## Musik
- 15. januar - Barbara Dickson: All for a Song
- 19. januar - Bad Religion: How Could Hell Be Any Worse?
- 29. januar - Shalamar: Friends
- 29. januar - Huey Lewis and the News: Picture This
- 16. februar - Van Morrison - Beautiful Vision
- 23. februar - Lou Reed - The Blue Mask
- 4. marts - Spandau Ballet - Diamond
- 13. marts - Jens Brixtofte og gruppen Brixx vinder det danske Melodi Grand Prix med Video video. Nr. 2 bliver Tommy Seebach med Hip Hurra - Det er Min Fødselsdag
- 16. april - Status Quo - 1+9+8+2
- 24. april – Vesttyskland vinder årets udgave af Eurovision Song Contest, som blev afholdt i Harrogate, England, med sangen "Ein bißchen Frieden" af Nicole. Dette var (Vest)Tysklands første sejr.
- 24. juli - temasangen til filmen Rocky III - Eye of the Tiger af Suvivor, indtager 1. pladsen på den amerikanske hitliste og bliver der i 6 uger
- 13. september – Kate Bush: The Dreaming
- 12. oktober - Rockgruppen The Who giver afskedskoncert i New York.
- 1. december – Michael Jackson: Thriller
- Shu-bi-dua: Shu-bi-dua 8 og Shu-bi-dua 9
- Tøsedrengene hitter med duetten Sig Du Ka' Li' Mig fra albummet Tiden står stille.
- Den danske duo Laban dannes, og bliver populære med debutsinglen Hvor Ska' Vi Sove I Nat
- Den danske duo Laid Back hitter både nationalt og internationalt med LP'en Keep Smiling (med bl.a. numrene Sunshine Reggae og White Horse)
- Iron Maiden udgiver The Number of the Beast – Paul Di'Anno er blevet smidt ud og sangeren Bruce Dickinson er ny forsanger
- Kliché udgiver deres andet og sidste album Okay Okay Boys.
- Sensommervise af Kirsten og Finn Jørgensen

## Nobelprisen
- Fysik – Kenneth G. Wilson
- Kemi – Aaron Klug
- Medicin – Sune Bergström, Bengt I Samuelsson, John R Vane
- Litteratur – Gabriel García Márquez
- Fred – Alva Myrdal og Alfonso García Robles
- Økonomi – George Stigler